# メンズブラ
メンズブラ（メンズブラジャー）とは、男性用に作られたブラジャーのこと。
ブラジャーを着用する男性が増え、2020年ごろからはLGBTの社会的認知の拡大とともに大手通販サービスでも「メンズ体型用ブラジャー」がラインナップに加わるなど、以前よりも一般向けの市場で流通するケースが見られるようになっている。ブラジャーをする男性のことを、ブラ男と呼ばれている。

## 目的
ブラジャーの元来の機能は乳房を支えることであるため、男性はブラジャーを着用しないものとされてきたが、異性装の男性などがブラジャーを着用するケースがあり、認知度が高まっている。
男性がブラジャーを着用するケースには、ファッションの他以下のようなものが考えられる。
性同一性障害
偶然、身体だけが男性になって生まれた女性 (MtF) が身体の治療を受ける前に身だしなみとしてブラジャーを着用した場合、あたかも男性がブラジャーを着用しているかのように錯覚されることがある。
異性装（トランスベスタイト）
心身ともに男性である場合も、男性的な装いに違和感を覚える者は女性向けの衣服を身に着ける（女装）。アウターもインナーもすべて女装する者、インナーだけ女装する者など様々なタイプがいる。
フェティシズム
性的嗜好としてブラジャーの触感や着用感、デザインの違いを楽しむ者もいる。
生理的な理由
乳腺が発達するタイプの男性（女性化乳房や性同一性障害 (FtM)）では、乳房の保護や形の崩れの防止など、生活上の必要性から身に着ける場合がある。
物理的圧迫やフィット感による精神的な安心感を得るために着装する場合もある。
上記のほか、下着通販会社の土屋将之は個人的見解として、「購入客の多くは機能性を重視し、女装や性的興奮を得るために着けるわけではない」としている。国際日本文化研究センターの井上章一は、「表面とは違う自分がいることを、自分だけにひそかにアピールしたい。そんな心理が働くのでは」と分析している。

## 着用
女性向けブラジャーは男性にはアンダーバストが足りないことがあり、ゴムひもなどでホックを引っかけて留める、ホックがかからないまま放置する、伸び縮みするスポーツブラを使う、外国人に合わせて作られた輸入品のブラを使用する、アンダーを長くする製品を使用するなどの措置がとられる。
2008年11月には、この問題が発生しないよう男性用に独自に製作されたメンズブラが東京の「ウィッシュルーム」から発売され、楽天のランキングで1位となった。2012年においては、1日6枚程度のペースで売れている。
上に着る下着やワイシャツが白いものだと、ブラジャーが外に透けることがある。これは通常の生活をしている男性にとっては不都合であるため、グレイや紺などの下着を着けることがある。
店頭での購入に抵抗がある場合には、通販で購入する者もいる。店頭で購入する場合も試着は困難であるため、自分に合うサイズを見つけるのが難しいとされている。